# Ayenia schumanniana
Ayenia schumanniana là một loài thực vật có hoa trong họ Cẩm quỳ. Loài này được Kuntze mô tả khoa học đầu tiên năm 1898.